# 波西山脈
71°12′S 164°0′E / 71.200°S 164.000°E
波西山脈（英語：Posey Range）是南極洲的山脈，位於維多利亞地的彭內爾海岸，屬於鮑爾斯山脈的一部分，美國地質調查局根據測量和該國海軍的空中照片繪入地圖，現時由南極條約體系管理。